# Scaevola pulchella
Scaevola pulchella är en tvåhjärtbladig växtart som beskrevs av R. Carolin. Scaevola pulchella ingår i släktet Scaevola och familjen Goodeniaceae. Inga underarter finns listade i Catalogue of Life.